# 羽黒神社 (船橋市)
羽黒神社（はぐろじんじゃ）は、千葉県船橋市東中山にある神社である。二子の氏神で、羽黒権現とも呼ばれている。現在地には明治時代の中頃に移されたと伝えられている。
この神社は、二子村の羽黒講中の人々が出羽三山に参拝したとき、羽黒山の行者によりこの地に勧請されたと伝えられており、二子村の成り立ちには特に関係ないとされる。